# Graham Greene (diễn viên)
Graham Greene (sinh ngày 22 tháng 6 năm 1952) là một nam diễn viên người Canada. Ông đã từng tham gia trong một số phim như: Thunderheart (1992), Maverick (1994), Die Hard with a Vengeance (1995), The Green Mile (1999), Skins (2002), Transamerica (2005), The Twilight Saga: New Moon (2009) và Wind River (2017).

## Giải thưởng và đề cử
| Năm  | Giải thưởng          | Hạng mục                                                                    | Đề cử cho                              | Kết quả   |
| ---- | -------------------- | --------------------------------------------------------------------------- | -------------------------------------- | --------- |
| 1991 | Giải Oscar           | Nam diễn viên phụ xuất sắc                                                  | Dances with Wolves                     | Đề cử     |
| 1994 | Giải Gemini          | Diễn xuất xuất sắc nhất trong chương trình, sê-ri phim thiếu nhi/thiếu niên | The Adventures of Dudley the Dragon    | Đoạt giải |
| 1994 | Giải Gemini          | Diễn xuất xuất sắc nhất trong chương trình, sê-ri phim thiếu nhi/thiếu niên | North of 60                            | Đề cử     |
| 2004 | Giải Gemini          | Giải Earle Grey                                                             | (Giải thành tựu chọn đời cho bản thân) | Đoạt giải |
| 2016 | Giải RNCI Red Nation | Nam diễn viên phụ nổi bật                                                   | Longmire                               | Đoạt giải |